# Henryk Tomanek
Henryk Piotr Tomanek (* 23. ledna 1955 Siemianowice Śląskie, Polsko) je bývalý polský zápasník, reprezentant v zápase řecko-římském, stříbrný a bronzový medailista z mistrovství Evropy. V roce 1976 vybojoval na olympijských hrách v Montrealu čtvrté místo v kategorii nad 100 kg.